# AEA June Bug
L'AEA June Bug (noto anche come Aerodrome #3). fu un aeroplano sperimentale statunitense progettato da Glenn H. Curtiss per la Aerial Experiment Association; il 4 luglio 1908, ai comandi di Curtiss stesso, l'aereo vinse un premio messo in palio dalla rivista Scientific American per essere stato il primo velivolo a compiere pubblicamente un volo di un chilometro negli Stati Uniti; si trattava del primo trofeo aeronautico mai assegnato in quel Paese.

## Storia del progetto
Il June Bug (nome dato comunemente, in inglese, ai maggiolini del genere Phyllophaga). fu il terzo aeroplano costruito dalla Aerial Experiment Association (AEA), un gruppo di quattro giovani sperimentatori (Frederick Walker "Casey" Baldwin, Glenn Hammond Curtiss, John Alexander Douglas McCurdy e Thomas Etholen Selfridge) che l'inventore scozzese Alexander Graham Bell aveva raccolto intorno a sé nel 1907 allo scopo di portare avanti ricerche ed esperimenti pratici nel campo della nascente aviazione. In particolare, l'AEA intendeva porsi in continuità con i risultati del pioniere dell'aviazione australiano Lawrence Hargrave, che negli ultimi anni del XIX secolo aveva svolto ricerche significative sulle ali a scatola.
Dopo aver fatto compiere brevi voli alle loro prime due creazioni, il Red Wing (Aerodrome #1) e il White Wing (Aerodrome #2), i membri dell'AEA – e Curtiss in particolare, che aveva guidato la progettazione del June Bug – ritennero che il loro terzo aeromobile sarebbe stato in grado di volare per oltre un chilometro e decisero quindi di concorrere per un trofeo che, nel 1907, lo Scientific American aveva messo in palio con il contributo economico dell'Aero Club of America: il premio, chiamato Scientific American Trophy, consisteva in una statuetta d'argento. che sarebbe stata assegnata proprio al primo aereo che fosse riuscito a percorrere in un volo pubblico più di un chilometro. La prima edizione prevedeva un premio aggiuntivo di 2 500 dollari.
Quando il trofeo era stato bandito sembrava che la vittoria dei fratelli Wright fosse scontata: il loro Flyer III, già nel 1905, era riuscito a compiere un volo di 39 minuti in cui aveva percorso 38 chilometri. Tuttavia, determinati a sfruttare al massimo il potenziale economico dei loro risultati, i due fratelli di Dayton avevano svolto i loro voli quasi in segreto, con pochi testimoni, comunque senza dare alle loro imprese un significativo riscontro mediatico e portandole avanti in assenza di osservatori ufficiali; in sostanza, al fine di vincere il trofeo dello Scientific American, essi avrebbero dovuto compiere finalmente un volo davvero pubblico.
Tra il 1906 e il 1907, assorbiti dagli impegni legati al tentativo di vendere i loro aeroplani negli USA e in Francia, i Wright avevano però sospeso le sperimentazioni pratiche che avevano portato avanti con continuità fino al 1905: in quei due anni non avevano compiuto alcun volo.
Quando, intorno alla fine del giugno 1908, Curtiss comunicò agli organizzatori del trofeo la sua intenzione di partecipare e fissò la data del suo tentativo per il 4 luglio, presi alla sprovvista lo Scientific American (che tentava di fare ammenda per lo scetticismo dimostrato nei loro confronti) e l'Aero Club of America (che li aveva sostenuti fin da quando era stato fondato) incoraggiarono i Wright a concretizzare in fretta la loro partecipazione alla gara svolgendo il prima possibile il loro volo di un chilometro; si offrirono addirittura, rivolti ai Wright, di rimandare il volo dell'AEA per consentir loro di tentare per primi; Wilbur però era partito per l'Europa in maggio, e Orville lavorava a ritmi serrati per approntare l'aereo con cui avrebbe dovuto eseguire delle prove di volo di fronte all'esercito statunitense. Contemporaneamente, Orville stava anche scrivendo un articolo per il Century Magazine che se da un lato, secondo i due fratelli, avrebbe convinto l'opinione pubblica della loro paternità rispetto all'invenzione dell'aeroplano, dall'altro sottraeva a Orville ancora più tempo. Quando infine emerse la clausola che, ai fini del premio, il decollo doveva avvenire in modo del tutto autonomo (mentre i Wright avevano sempre usato, per favorire il distacco dal suolo, rotaie o catapulte) Orville considerò che non avrebbe comunque fatto in tempo a installare delle ruote sotto il suo aereo e a eseguire i necessari test, e quindi decise di rinunciare del tutto alla partecipazione alla gara indetta dallo Scientific American. La strada rimaneva così spianata per l'AEA e Curtiss.

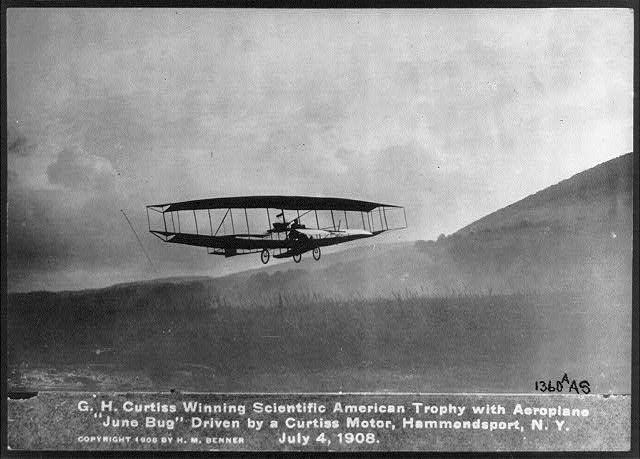
Il June Bug fotografato il 4 luglio 1908, durante il volo che gli valse il trofeo messo in palio dallo Scientific American.

## Tecnica
Basato sulle precedenti esperienze del Red Wing (progettato sotto la guida di Selfridge). e del White Wing (di Baldwin), rispetto ai quali costituiva comunque un significativo miglioramento, il June Bug di Curtiss aveva molte caratteristiche in comune soprattutto con il suo immediato predecessore, il White Wing: conservava la struttura alare biplana tipica sia del Red Wing che del White Wing, con l'ala inferiore dotata di un diedro positivo che aumentava progressivamente avvicinandosi alle estremità alari e con l'ala superiore ad essa simmetrica (il che avvicinava l'aspetto dell'aereo a quello degli aquiloni a scatola di Hargrave), ma aveva il sistema di superfici di controllo del volo del White Wing (alettoni per il controllo del rollio alle estremità alari, un timone per il controllo dell'imbardata in coda e piani orizzontali per il controllo e la stabilizzazione del beccheggio tanto in testa quanto in coda al velivolo).
L'aereo era privo di fusoliera e il pilota sedeva senza protezioni all'aperto, sopra il bordo d'attacco dell'ala inferiore, immediatamente davanti al motore. A prua della cella alare una struttura in legno reggeva un piano orizzontale articolato; a poppa di essa due strutture laterali pure in legno, disposte in modo da non interferire con la rotazione dell'elica collocata in posizione spingente, reggevano un secondo piano orizzontale (biplano) al quale era vincolato anche, perpendicolarmente, un piano verticale. Le superfici aerodinamiche, a loro volta basate su una struttura in legno e collegate tra di loro tramite montanti pure lignei, erano rivestite in tela.
L'aereo era dotato del primo carrello triciclo sterzabile mai installato su un aereo statunitense.
Il motore era lo stesso V8, progettato da Curtiss stesso, che era già stato il propulsore del White Wing. Aveva 8 cilindri in alluminio disposti a V su un basamento in ferro. Capace di erogare 24-25. hp, esso era installato nella stessa configurazione spingente caratteristica del Red Wing e del White Wing. L'elica aveva un diametro di 1,88 metri (6 piedi e 2 pollici). ed era costituita da dieci o dodici strati di legno d'abete; era collegata direttamente all'albero motore, e a regime girava con esso a 1 200 giri al minuto.

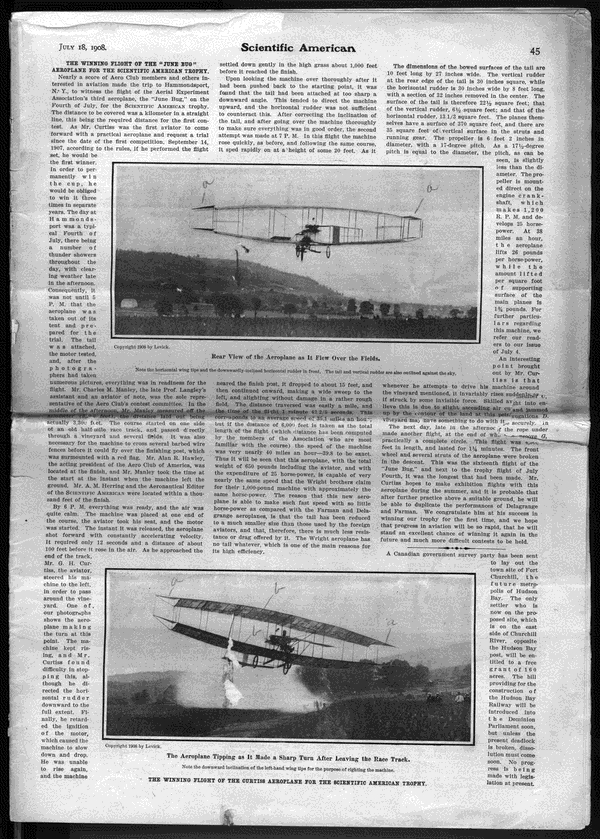
La pagina dello Scientific American del 18 luglio 1908 che annunciava il successo di Curtiss e del June Bug.

## Impiego operativo
Il June Bug compì il suo primo volo il 21 giugno 1908; quello stesso giorno Curtiss portò a termine con successo altri due decolli, e nella settimana successiva riuscì far compiere all'aereo voli di oltre 900 metri, che battevano i primati personali del pilota e progettista e facevano ben sperare all'AEA a proposito del trofeo dello Scientific American. Curtiss decise di tentare l'impresa il 4 luglio, nell'anniversario della firma della Dichiarazione d'indipendenza statunitense, convinto che per l'occasione un gran numero di persone sarebbero accorse per essere testimoni di un evento di rilevanza nazionale.
Il June Bug eseguì i suoi voli di collaudo decollando a volte da Stony Brook Farm, un'area pianeggiante (poco più di 3 chilometri a sud di Hammondsport). ottenuta riadattando una pista da corsa lunga circa 800 metri che l'AEA aveva preso in affitto, a volte dal campo di volo improvvisato a Kingsley Field, sulla riva del lago Keuka (a sua volta poco distante da Hammondsport).
Il June Bug eseguì altri test prima del tentativo ufficiale di percorrere un chilometro in volo. Il 2 luglio l'aereo non era stato in grado di alzarsi dal suolo, per lo sconforto dei membri dell'AEA; Selfridge, tuttavia, notò che la verniciatura del rivestimento in tela delle ali si era rovinata, con la conseguenza che il vento relativo attraversava le ali anziché lambirle e non generava quindi alcuna portanza; con una nuova mano di vernice il problema venne risolto e l'aereo fu pronto per ulteriori prove di volo entro la mattina del giorno successivo, il 3 luglio. Curtiss decollò nonostante le condizioni climatiche non ottimali, ma una raffica di vento mandò fuori controllo l'aeroplano, facendolo precipitare da una quota di circa cinque metri; benché il pilota non avesse riportato lesioni, la squadra dovette lavorare tutto il giorno per rimettere il velivolo (la cui ala sinistra aveva riportato danni gravi) in condizioni volo. Alle sette e mezza di sera venne eseguita una seconda prova di volo, in cui l'aereo si comportò in modo pienamente soddisfacente.
Sabato 4 luglio, in accordo con le previsioni di Curtiss, in centinaia. si recarono a Stony Brook Farm, vicino a Hammondsport, una piccola località di campagna dedita alla viticoltura. Da New York giunsero, in treno, anche molte personalità pubbliche: Alan R. Hawley, Augustus Post, Charles M. Manley e altri diciannove membri. dell'Aero Club of America, Stanley Y. Beach dello Scientific American, membri della New York Society of Engineers e della New York Aeronautical Society, giornalisti sia del settore (come E. L. Jones, direttore dell'American Journal of Aeronautics) sia non specializzati. Era presente anche il pioniere dell'aviazione Augustus Moore Herring.
Il tempo fu cattivo fin dalla mattina, e la minaccia di precipitazioni si concretizzò in scrosci di pioggia intorno a mezzogiorno, anche se questo non bastò a disperdere la folla di curiosi. Il cielo comunque si rischiarò nel tardo pomeriggio: verso le cinque l'aereo fu estratto dal suo riparo, la coda (separata dal resto del velivolo per facilitarne l'immagazzinamento) venne montata, il motore fu provato e i fotografi ebbero modo di immortalare la circostanza. Una bandierina rossa fu piantata a un chilometro dal punto in cui l'aereo avrebbe dovuto decollare. Un primo tentativo di decollo avvenne verso le sei, quando il cielo era ormai sostanzialmente sereno: il pilota prese posto a bordo dell'aereo, il motore venne avviato e, dopo una corsa di decollo di 12 secondi e 30 metri, il June Bug prese il volo; tuttavia, a causa di un'imperfetta regolazione dell'angolo con cui la coda era stata collegata al resto della struttura, l'aereo assunse un assetto marcatamente cabrato e salì rapidamente fino a oltre 12 metri prima che Curtiss, incapace di far abbassare il muso del velivolo, togliesse motore facendo planare dolcemente l'aereo in un campo; aveva coperto circa due terzi del percorso di un chilometro.
L'aereo venne riportato al punto di partenza ed esaminato con cura. Risolto il problema della coda, ed eseguiti ulteriori controlli, alle sette il June Bug fu di nuovo pronto a partire. Il decollo avvenne con successo, Curtiss prese un po' di quota e si stabilizzò intorno ai 6 metri. Sorvolò vigneti, campi e staccionate di filo spinato, perse qualche metro di quota avvicinandosi al traguardo, ma lo raggiunse, lo tagliò e fece un'ampia virata a sinistra prima di atterrare. Curtiss aveva percorso in 1 minuto e 40 secondi (o, secondo quanto riportò lo Scientific American, 1 minuto e 42,4 secondi). una distanza compresa tra 1 551 metri (5 090 piedi). e 1 828 metri (6 000 piedi). a seconda di come venne calcolata la parte di percorso non rettilinea. La sua velocità media fu dunque compresa tra 56 chilometri orari (35 miglia oraria) e 63 chilometri orari (39 miglia orarie). In ogni caso, si aggiudicò la prima edizione dello Scientific American Trophy.
Nella tarda mattinata del giorno seguente Curtiss compì un altro volo, della durata di 1 minuto e 14 secondi e della lunghezza di 1 372 metri (4 500 piedi); il June Bug eseguì un'ampia virata e completò quasi un cerchio completo prima di danneggiarsi, anche se in modo non grave, nell'atterraggio. Questo fu il sedicesimo volo del June Bug, il quale ne compì altrettanti (per un totale di trentadue) nei tre mesi successivi.

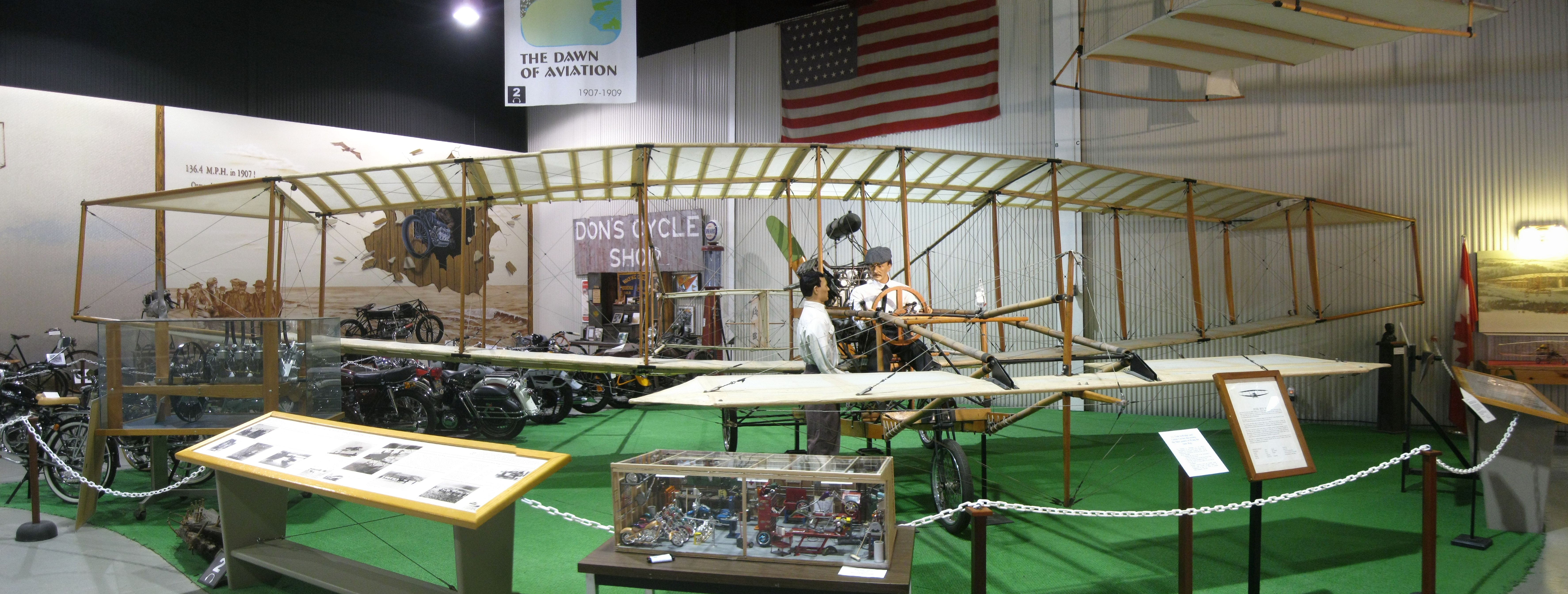
Una replica del June Bug è conservata presso il Glenn H. Curtiss Museum di Hammondsport.

Quando i Wright, che erano titolari di un brevetto relativo ad un sistema di controllo del volo, ebbero notizia del successo di Curtiss, gli inviarono una comunicazione in cui precisavano che erano disposti a concedere a Curtiss e agli altri l'impiego del sistema di controllo da loro brevettato per eseguire voli sperimentali, ma non per impieghi commerciali o legati a manifestazioni pubbliche. Poiché tuttavia i Wright avevano impiegato lo svergolamento alare per il controllo del rollio a bordo dei loro aeroplani, mentre per lo stesso scopo Curtiss aveva impiegato degli alettoni, e poiché non era del tutto chiaro se il brevetto dei due fratelli coprisse solo il primo o anche i secondi, negli anni successivi i Wright e Curtiss combatterono un'aspra battaglia legale (che finì per risolversi a favore dei Wright).
Nel novembre 1908 il June Bug venne modificato con l'aggiunta di due galleggianti allungati al posto del carrello d'atterraggio; così convertito in un idrovolante, il velivolo venne ribattezzato AEA Loon (dal nome dato comunemente agli uccelli della famiglia Gaviidae). Vennero svolti diversi tentativi di far decollare la macchina dal lago Keuka, ma a causa dell'elevata resistenza idrodinamica dei galleggianti essa non superò i 43 chilometri orari (27 miglia orarie) e non fu in grado di decollare. Durante una di queste prove il pilota perse il controllo, il velivolo si schiantò contro la superficie dell'acqua e si danneggiò. Venne recuperato, ma fu immagazzinato in un riparo per barche e finì per marcire.

## Esemplari attualmente esistenti
Nonostante la perdita del June Bug originale, nel 1976 la Mercury Aircraft di Hammondsport costruì e una replica del velivolo e la portò in volo con successo. Quell'aereo è attualmente conservato presso il Glenn H. Curtiss Museum, a sua volta ubicato a Hammondsport.